# Ranunculus sabalanicus
Ranunculus sabalanicus är en ranunkelväxtart som beskrevs av Mobayen och Maleki. Ranunculus sabalanicus ingår i släktet ranunkler, och familjen ranunkelväxter. Inga underarter finns listade i Catalogue of Life.